# راشکوو (استان اشوی‌داشکسیه)
راشکوو (به لهستانی: Raszków) یک منطقهٔ مسکونی در لهستان است که در گمینا سووپیا (شهرستان یندژیوف) واقع شده‌است.